# 李春鷰
李春鷰（？—939年）為闽康宗王继鹏（王昶）的皇后，福建福州人。李春鷰本为王继鹏的父亲惠宗王延钧的宫女，王继鹏与之通姦，因此永和元年（935年）六月，王继鹏向皇后陳金鳳求助，说服王延钧将李春鷰赐给王继鹏。十月十九，王继鹏与李倣政变，杀王延钧，继位称帝，改名王昶，封李春鷰为“贤妃”。次年（936年）三月，改元通文，再封李春鷰为皇后。
当时原王审知（王昶祖父）的亲军“拱宸都”、“控鹤都”因赏赐不如王昶自己的亲军“宸卫都”而屡有怨言。通文四年（939年）闰七月十二，拱宸、控鹤军使朱文进、连重遇因被王昶怀疑他们对皇宫纵火，恐惧之余遂先发难，迎皇叔王延羲进宫，并攻击王昶，王昶逃亡后为追兵所获，与李春鷰及诸子一同被其堂弟王继业所杀。